# Liste des médaillés aux Jeux paralympiques d'été de 2020
Cet article liste les athlètes ayant remporté une médaille aux Jeux paralympiques d'été de 2020 à Tokyo (Japon).

## Aviron
| Épreuve            | Or                                                                                                 | Argent                                                                                     | Bronze                                                                                   |
| ------------------ | -------------------------------------------------------------------------------------------------- | ------------------------------------------------------------------------------------------ | ---------------------------------------------------------------------------------------- |
| Hommes             | |                                                                                            |                                                                                          |
| Skiff PR1          | Roman Polianskyi (UKR)                                                                             | Erik Horrie (AUS)                                                                          | Rene Campos Pereira (BRA)                                                                |
| Femmes             | |                                                                                            |                                                                                          |
| Skiff PR1          | Birgit Skarstein (NOR)                                                                             | Moran Samuel (ISR)                                                                         | Nathalie Benoit (FRA)                                                                    |
| Mixtes             | |                                                                                            |                                                                                          |
| Deux de couple PR2 | Grande-Bretagne Laurence Whiteley Lauren Rowles                                                    | Pays-Bas Annika van der Meer Corne de Koning                                               | Chine Liu Shuang Jiang Jijian                                                            |
| Quatre barré PR2   | Grande-Bretagne Ellen Buttrick Giedrė Rakauskaitė James Fox Oliver Stanhope Barreur : Erin Kennedy | États-Unis Allie Reilly Danielle Hansen Charley Nordin John Tanguay Barreur : Karen Petrik | France Erika Sauzeau Antoine Jesel Remy Taranto Margot Boulet Barreur : Robin Le Barreau |

## Basket-ball
| Épreuves         | Or | Argent | Bronze |
| ---------------- | --- | --- | --- |
| Tournoi masculin | États-Unis Jorge Sanchez Jacob Williams Joshua Turek Michael Paye Matt Lesperance Ryan Neiswender Brian Bell Matt Scott Steve Serio Nate Hinze Trevon Jenifer John Boie                    | Japon Akira Toyoshima Renshi Chokai Rin Kawahara Takuya Furusawa Ryuga Akaishi Tetsuya Miyajima Kiyoshi Fujisawa Reo Fujimoto Yoshinobu Takamatsu Kei Akita Takayoshi Iwai Hiroaki Kozai | Grande-Bretagne Gaz Choudhry Terry Bywater Harrison Brown Abdi Jama Gregg Warburton Ian Sagar Lee Manning Ben Fox James Palmer James MacSorley Billy Bridge Lewis Edwards                       |
| Tournoi féminin  | Pays-Bas Anouk Taggenbrock Ilse Arts Sylvana van Hees Lindsay Frelink Jitske Visser Julia van der Sprong Bo Kramer Xena Wimmenhoeve Cher Korver Saskia Pronk Carina de Rooj Mariska Beijer | Chine Chen Xuejing Zhang Xuemei Zhang Tonglei Lyu Guidi Lin Suiling Huang Xiaolian Dai Jiameng Lei Tianjiao Chen Wenli Yang Yan Deng Mingzhu Chen Meier                                  | États-Unis Alejandra Ibanez Abigail Bauleke Zoe Voris Darlene Hunter Josie Aslakson Natalie Schneider Rose Hollermann Kaitlyn Eaton Lindsey Zurbrugg Bailey Moody Ixhelt Gonzalez Ryan Courtney |

## Boccia
| Épreuves           | Or                                                                                | Argent                                                     | Bronze                                                               |
| ------------------ | --------------------------------------------------------------------------------- | ---------------------------------------------------------- | -------------------------------------------------------------------- |
| Individuel BC1     | David Smith (GBR)                                                                 | Chew Wei Luns (MAS)                                        | José Carlos Chagas de Oliveira (BRA)                                 |
| Individuel BC2     | Hidetaka Sugimura (JPN)                                                           | Watcharaphon Vongsa (THA)                                  | Maciel Santos (BRA)                                                  |
| Individuel BC3     | Adam Peška (CZE)                                                                  | Grigorios Polychronidis (GRE)                              | Daniel Michel (AUS)                                                  |
| Individuel BC4     | Samuel Andrejčík (SVK)                                                            | Pornchok Larpyen (THA)                                     | Leung Yuk Wing (HKG)                                                 |
|                    |                                                                                   |                                                            |                                                                      |
| Paires BC3         | Corée du Sud Jeong Howon Kim Hansoo Choi Yejin                                    | Japon Kazuki Takahashi Keisuke Kawamoto Keiko Tanaka       | Grèce Grigorios Polychronidis Anna Ntenta Anastasia Pyrgiotis        |
| Paires BC4         | Slovaquie Samuel Andrejčík Michaela Balcova Martin Streharsky                     | Hong Kong Leung Yuk Wing Lau Wai Yan Vivian Wong Kwan Hang | Comité paralympique russe Sergey Safin Ivan Frolov Daria Adonina     |
|                    |                                                                                   |                                                            |                                                                      |
| Par équipe BC1–BC2 | Thaïlande Witsanu Huadpradit Subin Tipmanee Worawut Saengampa Watcharaphon Vongsa | Chine Zhang Qi Yan Zhiqiang Lan Zhijian                    | Japon Takumi Nakamura Yuriko Fujii Hidetaka Sugimura Takayuki Hirose |

## Cyclisme

### Cyclisme sur piste
| Hommes                   |                                                                  |                                                                  |                                                                               |  |  |  |
| Kilomètre - C1-2-3       | Li Zhangyu (CHN) 1 min 3 s 877 WR                                | Alexandre Léauté (FRA) 1 min 5 s 031 WR                          | Jaco van Gass (NED) 1 min 5 s 569 WR                                          |  |  |  |
| Kilomètre - C4-5         | Alfonso Cabello (ESP) 1 min 1 s 557 WR                           | Jody Cundy (GBR) 1 min 1 s 847 PR                                | Jozef Metelka (SVK) 1 min 4 s 786                                             |  |  |  |
| Poursuite - C1           | Mikhail Astashov (RPC)                                           | Tristen Chernove (CAN) OVL                                       | Li Zhangyu (CHN) 3 min 39 s 273                                               |  |  |  |
| Poursuite - C2           | Alexandre Léauté (FRA) 3 min 31 s 478 WR                         | Darren Hicks (AUS) 3 min 35 s 064                                | Liang Guihua (CHN) 3 min 34 s 781                                             |  |  |  |
| Poursuite - C3           | Jaco van Gass (GBR) 3 min 20 s 987                               | Finlay Graham (GBR) 3 min 22 s 000                               | David Nicholas (AUS) 3 min 25 s 877                                           |  |  |  |
| Poursuite - C4           | Jozef Metelka (SVK)                                              | Carol-Eduard Novak (ROU) OVL                                     | Diego German Duenas (COL) 1 min 4 s 786                                       |  |  |  |
| Poursuite - C5           | Dorian Foulon (FRA) 4 min 20 s 757                               | Alistair Donohoe (AUS) 4 min 24 s 095                            | Yegor Dementyev (UKR) 4 min 22 s 746                                          |  |  |  |
|                          |                                                                  |                                                                  |                                                                               |  |  |  |
| Kilomètre - B            | Neil Fachie (GBR) pilote : Matthew Rotherham 58 s 038 WR         | James Ball (GBR) pilote : Lewis Stewart 59 s 503                 | Raphaël Beaugillet (FRA) pilote : François Pervis 1 min 0 s 472               |  |  |  |
| Poursuite - B            | Tristan Bangma (NED) pilote : Patrick Bos                        | Steve Bate (GBR) pilote : Adam Duggleby OVL                      | Alexandre Lloveras (FRA) pilote : Corentin Ermenault OVL                      |  |  |  |
| Femmes                   |                                                                  |                                                                  |                                                                               |  |  |  |
| Vitesse - C1-2-3         | Amanda Reid (AUS) 35 s 581 WR                                    | Alyda Norbruis (NED) 36 s 057                                    | Qian Wangwei (CHN) 38 s 070 WR                                                |  |  |  |
| Vitesse - C4-5           | Kadeena Cox (GBR) 34 s 433 WR                                    | Kate O'Brien (CAN) 35 s 439                                      | Caroline Groot (NED) 35 s 599 WR                                              |  |  |  |
| Poursuite - C1-2-3       | Paige Greco (AUS) 3 min 50 s 815                                 | Wang Xiaomei (CHN) 3 min 54 s 975                                | Denise Schindler (GER) 3 min 55 s 120                                         |  |  |  |
| Poursuite - C4           | Emily Petricola (AUS)                                            | Shawn Morelli (USA) OVL                                          | Keely Shaw (CAN) 3 min 48 s 342 WR                                            |  |  |  |
| Poursuite - C5           | Sarah Storey (GBR)                                               | Crystal Lane-Wright (GBR) OVL                                    | Marie Patouillet (FRA) 3 min 39 s 233                                         |  |  |  |
|                          |                                                                  |                                                                  |                                                                               |  |  |  |
| Kilomètre - B            | Larissa Klaassen (NED) pilote : Imke Brommer 1 min 5 s 291 PR    | Aileen McGlynn (GBR) pilote : Helen Scott 1 min 6 s 743          | Griet Hoet (BEL) pilote : Anneleen Monsieur 1 min 7 s 943                     |  |  |  |
| Poursuite - B            | Lora Fachie (GBR) pilote : Corrine Hall 3 min 19 s 560           | Katie-George Dunlevy (IRL) pilote : Eve McCrystal 3 min 21 s 505 | Sophie Unwin (GBR) pilote : Jenny Holl 3 min 23 s 446                         |  |  |  |
| Mixte                    |                                                                  |                                                                  |                                                                               |  |  |  |
| Sprint par équipe - C1-5 | Grande-Bretagne Kadeena Cox Jaco van Gass Jody Cundy 47 s 579 WR | Chine Li Zhangyu Wu Guoqing Lai Shanzhang 47 s 685               | Espagne Ricardo Ten Argilés Pablo Jaramillo Gallardo Alfonso Cabello 49 s 209 |  |  |  |

### Cyclisme sur route
| Hommes                           |                                                                     |                                                              |                                                                          |  |  |  |
| Course en ligne - H1-2           | Florian Jouanny (FRA) 1 h 49 min 36 s                               | Luca Mazzone (ITA) 1 h 53 min 43 s                           | Sergio Garrote Munoz (ESP) 1 h 54 min 36 s                               |  |  |  |
| Course en ligne - H3             | Ruslan Kuznetsov (RPC) 2 h 34 min 35 s                              | Heinz Frei (SUI) 2 h 34 min 35 s                             | Walter Ablinger (AUT) 2 h 35 min 6 s                                     |  |  |  |
| Course en ligne - H4             | Jetze Plat (NED) 2 h 15 min 13 s                                    | Thomas Frühwirth (AUT) 2 h 20 min 56 s                       | Alexander Gritsch (AUT) 2 h 22 min 38 s                                  |  |  |  |
| Course en ligne - H5             | Mitch Valize (NED) 2 h 24 min 30 s                                  | Loïc Vergnaud (FRA) 2 h 24 min 30 s                          | Tim de Vries (NED) 2 h 24 min 40 s                                       |  |  |  |
| Course contre-la-montre - H1     | Pieter du Preez (RSA) 43 min 49 s 41                                | Fabrizio Cornegliani (ITA) 45 min 44 s 56                    | Maxime Hordies (BEL) 47 min 1 s 23                                       |  |  |  |
| Course contre-la-montre - H2     | Sergio Garrote Muñoz (ESP) 31 min 23 s 53                           | Luca Mazzone (ITA) 31 min 23 s 79                            | Florian Jouanny (FRA) 32 min 41 s 62                                     |  |  |  |
| Course contre-la-montre - H3     | Walter Ablinger (AUT) 43 min 39 s 17                                | Vico Merklein (GER) 43 min 41 s 06                           | Luis Miguel García-Marquina (ESP) 43 min 48 s 68                         |  |  |  |
| Course contre-la-montre - H4     | Jetze Plat (NED) 37 min 28 s 92                                     | Thomas Frühwirth (AUT) 38 min 30 s 61                        | Alexander Gritsch (AUT) 39 min 58 s 93                                   |  |  |  |
| Course contre-la-montre - H5     | Mitch Valize (NED) 38 min 12 s 94                                   | Loïc Vergnaud (FRA) 39 min 15 s 16                           | Gary O'Reilly (IRL) 39 min 36 s 46                                       |  |  |  |
|                                  |                                                                     |                                                              |                                                                          |  |  |  |
| Course en ligne - C1-2-3         | Benjamin Watson (GBR) 2 h 4 min 23 s                                | Finlay Graham (GBR) 2 h 5 min 43 s                           | Alexandre Léauté (FRA) 2 h 11 min 6 s                                    |  |  |  |
| Course en ligne - C4-5           | Kévin Le Cunff (FRA) 2 h 14 min 49 s                                | Yegor Dementyev (UKR) 2 min 15 s 11                          | Daniel Abraham (NED) 2 h 15 min 20 s                                     |  |  |  |
| Course contre-la-montre - C1     | Mikhail Astashov (RPC) 24 min 53 s 37                               | Aaron Keith (USA) 24 min 55 s 40                             | Michael Teuber (GER) 24 min 58 s 67                                      |  |  |  |
| Course contre-la-montre - C2     | Darren Hicks (AUS) 34 min 39 s 78                                   | Ewoud Vromant (BEL) 36 min 11 s 79                           | Alexandre Léauté (FRA) 37 min 7 s 16                                     |  |  |  |
| Course contre-la-montre - C3     | Benjamin Watson (GBR) 35 min 0 s 82                                 | Steffen Warias (GER) 35 min 57 s 41                          | Matthias Schindler (GER) 36 min 17 s 95                                  |  |  |  |
| Course contre-la-montre - C4     | Patrik Kuril (SVK) 45 min 47 s 10                                   | Jozef Metelka (SVK) 46 min 5 s 05                            | George Peasgood (GBR) 46 min 8 s 93                                      |  |  |  |
| Course contre-la-montre - C5     | Daniel Abraham (NED) 42 min 46 s 45                                 | Yegor Dementyev (UKR) 43 min 19 s 11                         | Alistair Donohoe (AUS) 43 min 36 s 80                                    |  |  |  |
|                                  |                                                                     |                                                              |                                                                          |  |  |  |
| Course en ligne - B              | Vincent ter Schure (NED) pilote : Timo Fransen 2 h 59 min 13 s      | Tristan Bangma (NED) pilote : Patrick Bos 3 h 5 min 1 s      | Alexandre Lloveras (FRA) pilote : Corentin Ermenault 3 h 6 min 14 s      |  |  |  |
| Course contre-la-montre - B      | Alexandre Lloveras (FRA) pilote : Corentin Ermenault 41 min 54 s 02 | Vincent ter Schure (NED) pilote : Timo Fransen 42 min 0 s 77 | Christian Venge Balboa (ESP) pilote : Noel Martin Infante 42 min 52 s 12 |  |  |  |
|                                  |                                                                     |                                                              |                                                                          |  |  |  |
| Course en ligne - T1-2           | Chen Jianxin (CHN) 51 min 7 s                                       | Tim Celen (BEL) 52 min 15 s                                  | Juan José Betancourt Quiroga (COL) 52 min 41 s                           |  |  |  |
| Course contre-la-montre - T1-2   | Chen Jianxin (CHN) 25 min 0 s 32                                    | Giorgio Farroni (ITA) 27 min 49 s 78                         | Tim Celen (BEL) 30 min 44 s 21                                           |  |  |  |
| Femmes                           |                                                                     |                                                              |                                                                          |  |  |  |
| Course en ligne - H1-2-3-4       | Jennette Jansen (NED) 56 min 15 s                                   | Annika Zeyen (GER) 56 min 21 s                               | Alicia Dana (USA) 56 min 24 s                                            |  |  |  |
| Course en ligne - H5             | Oksana Masters (USA) 2 h 23 min 39 s                                | Sun Bianbian (CHN) 2 h 26 min 50 s                           | Katia Aere (ITA) 2 h 28 min 11 s                                         |  |  |  |
| Course contre-la-montre - H1-2-3 | Annika Zeyen (GER) 32 min 46 s 97                                   | Francesca Porcellato (ITA) 33 min 30 s 52                    | Renata Kałuża (POL) 33 min 50 s 32                                       |  |  |  |
| Course contre-la-montre - H4-5   | Oksana Masters (USA) 45 min 40 s 05                                 | Sun Bianbian (CHN) 47 min 26 s 53                            | Jennette Jansen (NED) 48 min 45 s 69                                     |  |  |  |
|                                  |                                                                     |                                                              |                                                                          |  |  |  |
| Course en ligne - C1-2-3         | Keiko Sugiura (JPN) 1 h 12 min 55 s                                 | Anna Beck (SWE) 1 h 13 min 11 s                              | Paige Greco (AUS) 1 h 13 min 11 s                                        |  |  |  |
| Course en ligne - C4-5           | Sarah Storey (GBR) 2 h 21 min 51 s                                  | Crystal Lane-Wright (GBR) 2 h 21 min 58 s                    | Marie Patouillet (FRA) 2 h 23 min 49 s                                   |  |  |  |
| Course contre-la-montre - C1-2-3 | Keiko Sugiura (JPN) 25 min 55 s 76                                  | Anna Beck (SWE) 26 min 18 s 03                               | Paige Greco (AUS) 26 min 37 s 54                                         |  |  |  |
| Course contre-la-montre - C4     | Shawn Morelli (USA) 39 min 33 s 79                                  | Emily Petricola (AUS) 39 min 43 s 09                         | Meg Lemon (AUS) 41 min 14 s 42                                           |  |  |  |
| Course contre-la-montre - C5     | Sarah Storey (GBR) 36 min 8 s 90                                    | Crystal Lane-Wright (GBR) 37 min 40 s 89                     | Kerstin Brachtendorf (GER) 38 min 34 s 49                                |  |  |  |
|                                  |                                                                     |                                                              |                                                                          |  |  |  |
| Course en ligne - B              | Katie-George Dunlevy (IRL) pilote : Eve McCrystal 2 h 35 min 53 s   | Sophie Unwin (GBR) pilote : Jenny Holl 2 h 36 min 0 s        | Louise Jannering (SWE) pilote : Anna Svärdström 2 h 36 min 0 s           |  |  |  |
| Course contre-la-montre - B      | Katie-George Dunlevy (IRL) pilote : Eve McCrystal 47 min 32 s 07    | Lora Fachie (GBR) pilote : Corrine Hall 48 min 32 s 06       | Louise Jannering (SWE) pilote : Anna Svärdström 49 min 36 s 06           |  |  |  |
|                                  |                                                                     |                                                              |                                                                          |  |  |  |
| Course en ligne - T1-2           | Jana Majunke (GER) 1 h 0 min 58 s                                   | Angelika Dreock Kaeser (GER) 1 h 3 min 40 s                  | Jill Walsh (USA) 1 h 5 min 48 s                                          |  |  |  |
| Course contre-la-montre - T1-2   | Jana Majunke (GER) 36 min 6 s 17                                    | Carol Cooke (AUS) 36 min 38 s 46                             | Angelika Dreock Kaeser (GER) 36 min 53 s 88                              |  |  |  |
| Hommes                           |                                                                     |                                                              |                                                                          |  |  |  |
| Relais par équipe - C1-5         | Italie Paolo Cecchetto Luca Mazzone Diego Colombari 52 min 32 s     | France Riadh Tarsim Florian Jouanny Loïc Vergnaud 53 min 3 s | États-Unis Ryan Pinney Alicia Dana Alfredo de los Santos 53 min 11 s     |  |  |  |

## Dynamophilie
| Épreuves | Or                             | Argent                    | Bronze                         |
| -------- | ------------------------------ | ------------------------- | ------------------------------ |
| Femmes   |                                |                           |                                |
| 41 kg    | Guo Lingling (CHN)             | Ni Nengah Widiasih (INA)  | Clara Fuentes Monasterio (VEN) |
| 45 kg    | Latifat Tijani (NGA)           | Zhe Cui (CHN)             | Justyna Kozdryk (POL)          |
| 50 kg    | Hu Dandan (CHN)                | Rehab Ahmed (EGY)         | Olivia Broome (GBR)            |
| 55 kg    | Mariana Chevtchouk (UKR)       | Xiao Cuijuan (CHN)        | Besra Duman (TUR)              |
| 61 kg    | Amalia Pérez (MEX)             | Ruza Kuzieva (UZB)        | Lucy Ejike (NGR)               |
| 67 kg    | Tan Yujiao (CHN)               | Fatma Omar (EGY)          | Olaitan Ibrahim (NGR)          |
| 73 kg    | Mariana D'Andrea (BRA)         | Xu Lili (CHN)             | Souhad Ghazouani (FRA)         |
| 79 kg    | Bose Omolayo (NGR)             | Natalia Oleinik (UKR)     | Vera Mouratova (RPC)           |
| 86 kg    | Folashade Oluwafemiayo (NGR)   | Zheng Feifei (CHN)        | Louise Sugden (GBR)            |
| +86 kg   | Deng Xuemei (CHN)              | Loveline Obiji (NGR)      | Marzena Zięba (POL)            |
| Hommes   |                                |                           |                                |
| 49 kg    | Omar Qarada (JOR)              | Lê Văn Công (VIE)         | Parvin Mammadov (AZE)          |
| 54 kg    | David Degtyarev (KAZ)          | Axel Bourlon (FRA)        | Dimitrios Bakochristos (GRE)   |
| 59 kg    | Qi Yonkai (CHN)                | Sherif Osman (EGY)        | Herbert Aceituno (ESA)         |
| 65 kg    | Liu Lei (CHN)                  | Amir Jafari Arangeh (IRI) | Hocine Bettir (ALG)            |
| 72 kg    | Bonnie Bunyau Gustin (MAS)     | Mahmoud Attia (EGY)       | Micky Yule (GBR)               |
| 80 kg    | Roohallah Rostami (IRI)        | Gu Xiaofei (CHN)          | Mohamed Elelfat (EGY)          |
| 88 kg    | Abdelkareem Khattab (JOR)      | Ye Jixiong (CHN)          | Hany Abdelhady (EGY)           |
| 97 kg    | Yan Panpan (CHN)               | Hamed Solhipour (IRI)     | Fabio Torres (COL)             |
| 107 kg   | Enkhbayaryn Sodnompiljee (MGL) | Yan Panpan (MAS)          | Saman Razi (IRI)               |
| +107 kg  | Jamil Elshebli (JOR)           | Mansour Pourmirzaei (IRI) | Faris Al-Ageeli (IRQ)          |

## Équitation
| Catégorie I - Grand Prix Individuel   | Roxanne Trunnell sur Dolton États-Unis                                                                     | Rihards Snikus sur King of the Dance Lettonie                                                 | Sara Morganti sur Royal Delight Italie                                                                 |  |  |  |
| Catégorie I - Grand Prix libre        | Roxanne Trunnell sur Dolton États-Unis                                                                     | Rihards Snikus sur King of the Dance Lettonie                                                 | Sara Morganti sur Royal Delight Italie                                                                 |  |  |  |
| Catégorie II - Grand Prix Individuel  | Lee Pearson sur Breezer Grande-Bretagne                                                                    | Pepo Puch sur Sailor's Blue Autriche                                                          | Georgia Wilson sur Sakura Grande-Bretagne                                                              |  |  |  |
| Catégorie II - Grand Prix libre       | Lee Pearson sur Breezer Grande-Bretagne                                                                    | Pepo Puch sur Sailor's Blue Autriche                                                          | Georgia Wilson sur Sakura Grande-Bretagne                                                              |  |  |  |
| Catégorie III - Grand Prix Individuel | Tobias Thorning Jorgensen sur Jolene Hill Danemark                                                         | Natasha Baker sur Keystone Dawn Chorus Grande-Bretagne                                        | Rixt van der Horst sur Findsley Pays-Bas                                                               |  |  |  |
| Catégorie III - Grand Prix libre      | Tobias Thorning Jorgensen sur Jolene Hill Danemark                                                         | Natasha Baker sur Keystone Dawn Chorus Grande-Bretagne                                        | Ann Cathrin Lübbe sur La Costa Majlund Norvège                                                         |  |  |  |
| Catégorie IV - Grand Prix Individuel  | Sanne Voets sur Demantur Pays-Bas                                                                          | Rodolpho Riskalla sur Don Henrico Brésil                                                      | Manon Claeys sur San Dior 2 Belgique                                                                   |  |  |  |
| Catégorie IV - Grand Prix libre       | Sanne Voets sur Demantur Pays-Bas                                                                          | Louise Etzner Jakobsson sur Goldstrike B.J. Suède                                             | Manon Claeys sur San Dior 2 Belgique                                                                   |  |  |  |
| Catégorie V - Grand Prix Individuel   | Michèle George sur Best Of 8 Belgique                                                                      | Sophie Wells sur Don Cara M Grande-Bretagne                                                   | Frank Hosmar sur Alphaville Pays-Bas                                                                   |  |  |  |
| Catégorie V - Grand Prix libre        | Michèle George sur Best Of 8 Belgique                                                                      | Frank Hosmar sur Alphaville Pays-Bas                                                          | Regine Mispelkamp sur Highlander Delights Allemagne                                                    |  |  |  |
|                                       | |                                                                                               | |  |  |  |
| Grand Prix Open par équipe            | Grande-Bretagne Lee Pearson sur Breezer Natasha Baker sur Keystone Dawn Chorus Sophie Wells sur Don Cara M | Pays-Bas Frank Hosmar sur Alphaville Sanne Voets sur Demantur Rixt van der Horst sur Findsley | États-Unis Roxanne Trunnell sur Dolton Rebecca Hart sur El Corona Texel Kate Shoemaker sur Solitaer 40 |  |  |  |

## Escrime
| Épreuves                 | Or                                                   | Argent                                                          | Bronze                                                          |
| ------------------------ | ---------------------------------------------------- | --------------------------------------------------------------- | --------------------------------------------------------------- |
| Hommes                   |                                                      |                                                                 |                                                                 |
| Épée individuelle Cat A  | Piers Gilliver (GBR)                                 | Maksim Shaburov (RPC)                                           | Tian Jianquan (CHN)                                             |
| Épée individuelle Cat B  | Aleksandr Kuzyukov (RPC)                             | Jovane Guissone (BRA)                                           | Dimitri Coutya (GBR)                                            |
| Épée par équipes Open    | RPC Aleksandr Kuzyukov Maksim Shaburov Artur Yusupov | Chine Hu Daoliang Sun Gang Tian Jianquan                        | Grande-Bretagne Dimitri Coutya Piers Gilliver Oliver Lam-Watson |
| Fleuret individuel Cat A | Sun Gang (CHN)                                       | Richárd Osváth (HUN)                                            | Nikita Nagaev (RPC)                                             |
| Fleuret individuel Cat B | Feng Yanke (CHN)                                     | Hu Daoliang (CHN)                                               | Dimitri Coutya (GBR)                                            |
| Fleuret par équipes Open | Chine Hu Daoliang Li Hao Sun Gang                    | Grande-Bretagne Dimitri Coutya Piers Gilliver Oliver Lam-Watson | France Damien Tokatlian Maxime Valet Romain Noble               |
| Sabre individuel Cat A   | Li Hao (CHN)                                         | Artem Manko (UKR)                                               | Tian Jianquan (CHN)                                             |
| Sabre individuel Cat B   | Feng Yanke (CHN)                                     | Adrian Castro (POL)                                             | Panayiótis Triantafýllou (GRE)                                  |
| Femmes                   |                                                      |                                                                 |                                                                 |
| Épée individuelle Cat A  | Amarilla Veres (HUN)                                 | Rong Jing (CHN)                                                 | Bian Jing (CHN)                                                 |
| Épée individuelle Cat B  | Tan Shumei (CHN)                                     | Viktoria Boykova (RPC)                                          | Saisunee Jana (THA)                                             |
| Épée par équipes Open    | Chine Bian Jing Rong Jing Tan Shumei                 | Ukraine Yevheniia Breus Olena Fedota Nataliia Mandryk           | RPC Viktoria Boykova Alena Evdokimova Iuliia Maya               |
| Fleuret individuel Cat A | Gu Haiyan (CHN)                                      | Nataliia Morkvych (UKR)                                         | Rong Jing (CHN)                                                 |
| Fleuret individuel Cat B | Beatrice Vio (ITA)                                   | Zhou Jingjing (CHN)                                             | Ludmila Vasileva (RPC)                                          |
| Fleuret par équipes Open | Chine Gu Haiyan Rong Jing Zhou Jingjing              | Italie Ionela Mogos Loredana Trigilia Beatrice Vio              | Hongrie Gyöngyi Dani Éva Hajmási Zsuzsanna Krajniak             |
| Sabre individuel Cat A   | Bian Jing (CHN)                                      | Nino Tibilashvili (GEO)                                         | Yevheniia Breus (UKR)                                           |
| Sabre individuel Cat B   | Tan Shumei (CHN)                                     | Olena Fedota (UKR)                                              | Xiao Rong (CHN)                                                 |

## Football à 5
| Épreuves         | Or | Argent | Bronze |
| Tournoi masculin | Brésil Cássio (pt) Damião (pt) Gledson da Paixão Barros Jardiel Jefinho (pt) Luan (pt) Matheus Bumussa Nonato (pt) Ricardinho (pt) Tiago (pt) | Argentine Federico Accardi (es) Ángel Deldo Maximiliano Espinillo (es) Nahuel Heredia Darío Lencina Germán Muleck (es) Froilán Padilla (es) Marcelo Panizza Braian Pereyra Nicolás Véliz (es) | Maroc Abdellali Ait Al-Hakem Elhabib Ait Bajja Samir Bara Imad Berka Kamal Boughlam Said El-Mselek Houssam Ghilli Ayoub Hadimi Abderrazak Hattab Zouhair Snisla |

## Goalball
| Épreuves         | Or | Argent                                                                                      | Bronze |
| ---------------- | --- | ------------------------------------------------------------------------------------------- | --- |
| Tournoi masculin | Brésil Emerson Da Silva Alex de Melo Jose Roberto Ferreira de Oliveira Romário Marques Leomon Moreno Josemárcio Sousa | Chine Cai Changgui Chen Liangliang Hu Mingyao Lai Liangyu Yang Mingyuan Yu Qinquan          | Lituanie Nerijus Montvydas Artūras Jonikaitis Justas Pažarauskas Mantas Brazauskis Genrik Pavliukianec Marius Zibolis |
| Tournoi féminin  | Turquie Fatma Gül Güler Reyhan Yılmaz Sevda Altunoluk Şeydanur Kaplan Kader Çelik Sevtap Altunoluk                    | États-Unis Lisa Czechowski Asya Miller Amanda Dennis Mindy Cook Eliana Mason Marybai Huking | Japon Yuki Temma Rie Urata Eiko Kakehata Norika Hagiwara Rieko Takahasi Haruka Wakasugi                               |

## Judo
| Épreuves        | Or                                 | Argent                    | Bronze                             |
| --------------- | ---------------------------------- | ------------------------- | ---------------------------------- |
| Hommes          |                                    |                           |                                    |
| Moins de 60 kg  | Vugar Chirinli (AZE)               | Anuar Sariyev (KAZ)       | Recep Ciftci (TUR)                 |
| Moins de 60 kg  | Vugar Chirinli (AZE)               | Anuar Sariyev (KAZ)       | Alex Bologa (ROU)                  |
| Moins de 66 kg  | Uchkun Kuranbaev (UZB)             | Sergio Ibáñez Bañón (ESP) | Yujiro Seto (JPN)                  |
| Moins de 66 kg  | Uchkun Kuranbaev (UZB)             | Sergio Ibáñez Bañón (ESP) | Namig Abasli (AZE)                 |
| Moins de 73 kg  | Feruz Sayidov (UZB)                | Temirzhan Daulet (KAZ)    | Rufat Mahomedov (UKR)              |
| Moins de 73 kg  | Feruz Sayidov (UZB)                | Temirzhan Daulet (KAZ)    | Osvaldas Bareikis (LTU)            |
| Moins de 81 kg  | Huseyn Rahimli (AZE)               | Davurkhon Karomatov (UZB) | Eduardo Adrian Avila Sanchez (MEX) |
| Moins de 81 kg  | Huseyn Rahimli (AZE)               | Davurkhon Karomatov (UZB) | Lee Jung-min (KOR)                 |
| Moins de 90 kg  | Vahid Nouri (IRI)                  | Elliot Stewart (GBR)      | Oleksandr Nazarenko (UKR)          |
| Moins de 90 kg  | Vahid Nouri (IRI)                  | Elliot Stewart (GBR)      | Hélios Latchoumanaya (FRA)         |
| Moins de 100 kg | Christopher Skelley (GBR)          | Ben Goodrich (USA)        | Anatolii Shevchenko (RPC)          |
| Moins de 100 kg | Christopher Skelley (GBR)          | Ben Goodrich (USA)        | Sharif Khalilov (UZB)              |
| Plus de 100 kg  | Mohammadreza Kheirollahzadeh (IRI) | Revaz Chikoidze (GEO)     | Choi Gwang-geun (KOR)              |
| Plus de 100 kg  | Mohammadreza Kheirollahzadeh (IRI) | Revaz Chikoidze (GEO)     | Ilham Zakiyev (AZE)                |
| Femmes          |                                    |                           |                                    |
| Moins de 48 kg  | Shahana Hajiyeva (AZE)             | Sandrine Martinet (FRA)   | Yuliia Ivanytska (UKR)             |
| Moins de 48 kg  | Shahana Hajiyeva (AZE)             | Sandrine Martinet (FRA)   | Viktoriia Potapova (RPC)           |
| Moins de 52 kg  | Chérine Abdellaoui (ALG)           | Priscilla Gagné (CAN)     | Alesia Stepaniuk (RPC)             |
| Moins de 52 kg  | Chérine Abdellaoui (ALG)           | Priscilla Gagné (CAN)     | Nataliya Nikolaychyk (UKR)         |
| Moins de 57 kg  | Sevda Valiyeva (AZE)               | Parvina Samandarova (UZB) | Lúcia Araujo (BRA)                 |
| Moins de 57 kg  | Sevda Valiyeva (AZE)               | Parvina Samandarova (UZB) | Zeynep Çelik (TUR)                 |
| Moins de 63 kg  | Khanim Huseynova (AZE)             | Iryna Husieva (UKR)       | Wang Yue (CHN)                     |
| Moins de 63 kg  | Khanim Huseynova (AZE)             | Iryna Husieva (UKR)       | Nafisa Sheripboeva (UZB)           |
| Moins de 70 kg  | Alana Maldonado (BRA)              | Ina Kaldani (GEO)         | Lenia Ruvalcaba (MEX)              |
| Moins de 70 kg  | Alana Maldonado (BRA)              | Ina Kaldani (GEO)         | Kazusa Ogawa (JPN)                 |
| Plus de 70 kg   | Dursadaf Karimova (AZE)            | Zarina Baibatina (KAZ)    | Carolina Costa (ITA)               |
| Plus de 70 kg   | Dursadaf Karimova (AZE)            | Zarina Baibatina (KAZ)    | Meg Emmerich (BRA)                 |

## Parabadminton
| Épreuve                       | Or                                              | Argent                                  | Bronze                                      |
| ----------------------------- | ----------------------------------------------- | --------------------------------------- | ------------------------------------------- |
| Hommes                        |                                                 |                                         |                                             |
| Simple fauteuil - WH1         | Qu Zimo (CHN)                                   | Lee Sam-seop (KOR)                      | Lee Dong-seop (KOR)                         |
| Simple fauteuil - WH2         | Daiki Kajiwara (JPN)                            | Kim Jung-jun (KOR)                      | Chan Ho Yuen (HKG)                          |
| Simple debout - SL3           | Pramod Bhagat (IND)                             | Daniel Bethell (GBR)                    | Manoj Sarkar (IND)                          |
| Simple debout - SL4           | Lucas Mazur (FRA)                               | Suhas Lalinakere Yathiraj (IND)         | Fredy Setiawan (INA)                        |
| Simple debout - SU5           | Liek Hou Cheah (MAS)                            | Anrimusthi Dheva (INA)                  | Nugroho Suryo (INA)                         |
| Simple petite taille - SH6    | Krishna Nagar (IND)                             | Chu Man Kai (HKG)                       | Krysten Coombs (GBR)                        |
| Double fauteuil - WH1-2       | Chine Mai Jianpeng Qu Zimo                      | Corée du Sud Kim Jung-jun Lee Dong-seop | Japon Daiki Kajiwara Hiroshi Murayama       |
| Femmes                        |                                                 |                                         |                                             |
| Simple fauteuil - WH1         | Sarina Satomi (JPN)                             | Sujirat Pookkham (THA)                  | Yin Menglu (CHN)                            |
| Simple fauteuil - WH2         | Liu Yutong (CHN)                                | Xu Tingting (CHN)                       | Yuma Yamazaki (JPN)                         |
| Simple debout - SL4           | Cheng Hefang (CHN)                              | Leani Ratri Oktila (INA)                | Ma Huihui (CHN)                             |
| Simple debout - SU5           | Yang Qiuxia (CHN)                               | Ayako Suzuki (JPN)                      | Akiko Sugino (JPN)                          |
| Double fauteuil - WH1-2       | Japon Sarina Satomi Yuma Yamazaki               | Chine Liu Yutong Yin Menglu             | Thaïlande Sujirat Pookkham Amnouy Wetwithan |
| Double debout - SL3-SU5       | Indonésie Leani Ratri Oktila Khalimatus Sadiyah | Chine Cheng Hefang Ma Huihui            | Japon Noriko Ito Ayako Suzuki               |
| Mixtes                        |                                                 |                                         |                                             |
| Double debout mixte - SL3-SU5 | Indonésie Hary Susanto Leani Ratri Oktila       | France Lucas Mazur Faustine Noël        | Japon Daisuke Fujihara Akiko Sugino         |

## Paracanoë
| Épreuve | Or                                      | Argent                                      | Bronze                                   |
| ------- | --------------------------------------- | ------------------------------------------- | ---------------------------------------- |
| Hommes  |                                         |                                             |                                          |
| KL1     | Peter Kiss (HUN) 45 s 447               | Luis Carlos Cardoso da Silva (BRA) 48 s 031 | Rémy Boullé (FRA) 48 s 917               |
| KL2     | Curtis McGrath (AUS) 41 s 426           | Mykola Syniuk (UKR) 42 s 503                | Federico Mancarella (ITA) 42 s 574       |
| KL3     | Serhii Yemelianov (UKR) 40 s 355        | Leonid Krylov (RPC) 40 s 464                | Robert Oliver (GBR) 41 s 268             |
| VL2     | Fernando Rufino de Paulo (BRA) 53 s 077 | Steven Haxton (USA) 55 s 093                | Norberto Mourão (POR) 55 s 365           |
| VL3     | Curtis McGrath (AUS) 50 s 537           | Giovane Vieira de Paula (BRA) 52 s 148      | Stuart Wood (GBR) 52 s 760               |
| Femmes  |                                         |                                             |                                          |
| KL1     | Edina Müller (GER) 53 s 958             | Maryna Mazhula (UKR) 54 s 805               | Katherinne Wollermann (CHI) 55 s 921     |
| KL2     | Charlotte Henshaw (GBR) 50 s 760        | Emma Wiggs (GBR) 51 s 409                   | Katalin Varga (HUN) 52 s 622             |
| KL3     | Laura Sugar (GBR) 49 s 582              | Nélia Barbosa (FRA) 51 s 558                | Felicia Laberer (GER) 51 s 868           |
| VL2     | Emma Wiggs (GBR) 57 s 028               | Susan Seipel (AUS) 1 min 1 s 481            | Jeanette Chippington (GBR) 1 min 2 s 149 |

## Rugby
| Épreuves      | Or | Argent | Bronze |
| Tournoi mixte | Grande-Bretagne Ayaz Bhuta Jonathan Coggan Ryan Cowling Nicholas Cummins Kylie Grimes Aaron Phipps Jim Roberts Stuart Robinson Chris Ryan Jack Smith Jamie Stead Gavin Walker | États-Unis Chuck Aoki Jeff Butler Chad Cohn Joseph Delagrave Lee Fredette Ray Hennagir Joe Jackson Charles Melton Eric Newby Kory Puderbaugh Adam Scaturro Joshua Wheeler | Japon Masayuki Haga Yuki Hasegawa Katsuya Hashimoto Yukinobu Ike Daisuke Ikezaki Tomoaki Imai Kae Kurahashi Shunya Nakamachi Seiya Norimatsu Hitoshi Ogawa Shinichi Shimakawa Hidefumi Wakayama |

## Taekwondo
| Épreuve    | Or                            | Argent                              | Bronze                          |
| ---------- | ----------------------------- | ----------------------------------- | ------------------------------- |
| Hommes     |                               |                                     |                                 |
| K44 -61 kg | Nathan Torquato (BRA)         | Mohamed El-Zayat (EGY)              | Mahmut Bozteke (TUR)            |
| K44 -61 kg | Nathan Torquato (BRA)         | Mohamed El-Zayat (EGY)              | Daniil Sidorov (RPC)            |
| K44 -75 kg | Juan Diego Garcia Lopez (MEX) | Mahdi Pourrahnamaahmadgourabi (IRI) | Juan Samorano (ARG)             |
| K44 -75 kg | Juan Diego Garcia Lopez (MEX) | Mahdi Pourrahnamaahmadgourabi (IRI) | Joo Jeong-hun (KOR)             |
| K44 +75 kg | Asghar Aziziaghdam (IRI)      | Ivan Mikulic (CRO)                  | Zainutdin Ataev (RPC)           |
| K44 +75 kg | Asghar Aziziaghdam (IRI)      | Ivan Mikulic (CRO)                  | Evan Medell (USA)               |
| Femmes     |                               |                                     |                                 |
| K44 -49 kg | Leonor Espinoza (PER)         | Meryem Çavdar (TUR)                 | Khwansuda Phuangkitcha (THA)    |
| K44 -49 kg | Leonor Espinoza (PER)         | Meryem Çavdar (TUR)                 | Anna Poddubskaïa (RPC)          |
| K44 -58 kg | Lisa Gjessing (DEN)           | Beth Munro (GBR)                    | Li Yujie (CHN)                  |
| K44 -58 kg | Lisa Gjessing (DEN)           | Beth Munro (GBR)                    | Silvana Cardoso Fernandes (BRA) |
| K44 +58 kg | Guljonoy Naimova (UZB)        | Débora Menezes (BRA)                | Janine Watson (AUS)             |
| K44 +58 kg | Guljonoy Naimova (UZB)        | Débora Menezes (BRA)                | Amy Truesdale (GBR)             |

## Tennis
| Épreuve             | Or                                     | Argent                                      | Bronze                                 |
| ------------------- | -------------------------------------- | ------------------------------------------- | -------------------------------------- |
| Hommes              |                                        |                                             |                                        |
| Simple messieurs    | Shingo Kunieda (JPN)                   | Tom Egberink (NED)                          | Gordon Reid (GBR)                      |
| Double messieurs    | France Stéphane Houdet Nicolas Peifer  | Grande-Bretagne Alfie Hewett Gordon Reid    | Pays-Bas Tom Egberink Maikel Scheffers |
| Femmes              |                                        |                                             |                                        |
| Simple dames        | Diede de Groot (NED)                   | Yui Kamiji (JPN)                            | Jordanne Whiley (GBR)                  |
| Double dames        | Pays-Bas Diede de Groot Aniek van Koot | Grande-Bretagne Lucy Shuker Jordanne Whiley | Japon Yui Kamiji Momoko Ohtani         |
| Mixtes              |                                        |                                             |                                        |
| Simple quad (mixte) | Dylan Alcott (AUS)                     | Sam Schroder (NED)                          | Niels Vink (NED)                       |
| Double quad (mixte) | Pays-Bas Sam Schroder Niels Vink       | Australie Dylan Alcott Heath Davidson       | Japon Mitsuteru Moroishi Koji Sugeno   |

## Tennis de table
| Hommes                     |                                           |                                                        |                                                          |  |  |  |
| Classe 1                   | Joo Young-dae (KOR)                       | Kim Hyeon-uk (KOR)                                     | Thomas Matthews (GBR)                                    |  |  |  |
| Classe 1                   | Joo Young-dae (KOR)                       | Kim Hyeon-uk (KOR)                                     | Nam Ki-won (KOR)                                         |  |  |  |
| Classe 2                   | Fabien Lamirault (FRA)                    | Rafal Czuper (POL)                                     | Park Jin-cheol (KOR)                                     |  |  |  |
| Classe 2                   | Fabien Lamirault (FRA)                    | Rafal Czuper (POL)                                     | Cha Soo-yong (KOR)                                       |  |  |  |
| Classe 3                   | Feng Panfeng (CHN)                        | Thomas Schmidberger (GER)                              | Zhai Xiang (CHN)                                         |  |  |  |
| Classe 3                   | Feng Panfeng (CHN)                        | Thomas Schmidberger (GER)                              | Jenson van Emburgh (USA)                                 |  |  |  |
| Classe 4                   | Abdullah Ozturk (TUR)                     | Kim Young-gun (KOR)                                    | Maxime Thomas (FRA)                                      |  |  |  |
| Classe 4                   | Abdullah Ozturk (TUR)                     | Kim Young-gun (KOR)                                    | Nesim Turan (TUR)                                        |  |  |  |
| Classe 5                   | Valentin Baus (GER)                       | Cao Ningning (CHN)                                     | Jack Hunter Spivey (GBR)                                 |  |  |  |
| Classe 5                   | Valentin Baus (GER)                       | Cao Ningning (CHN)                                     | Ali Ozturk (TUR)                                         |  |  |  |
| Par équipes - classes 1-2  | France Fabien Lamirault Stéphane Molliens | Corée du Sud Park Jin-cheol Cha Soo-yong               | Slovaquie Martin Ludrovský Ján Riapoš                    |  |  |  |
| Par équipes - classes 1-2  | France Fabien Lamirault Stéphane Molliens | Corée du Sud Park Jin-cheol Cha Soo-yong               | Pologne Rafał Czuper Tomasz Jakimczuk                    |  |  |  |
| Par équipes - classe 3     | Chine Feng Panfeng Zhai Xiang Zhao Ping   | Allemagne Thomas Brüchle Thomas Schmidberger           | Tchéquie Petr Svatoš Jiři Suchánek                       |  |  |  |
| Par équipes - classe 3     | Chine Feng Panfeng Zhai Xiang Zhao Ping   | Allemagne Thomas Brüchle Thomas Schmidberger           | Thaïlande Anurak Laowong Yuttajak Glinbancheun           |  |  |  |
| Par équipes - classes 4-5  | Chine Cao Ningning Guo Xingyuan Zhang Yan | Corée du Sud Kim Jung-gil Kim Young-gun Baek Young-bok | Slovaquie Boris Trávníček Peter Mihalik                  |  |  |  |
| Par équipes - classes 4-5  | Chine Cao Ningning Guo Xingyuan Zhang Yan | Corée du Sud Kim Jung-gil Kim Young-gun Baek Young-bok | France Florian Merrien Maxime Thomas Nicolas Savant-Aira |  |  |  |
|                            |                                           |                                                        |                                                          |  |  |  |
| Classe 6                   | Ian Seidenfeld (USA)                      | Peter Rosenmeier (DEN)                                 | Rungroj Thainiyom (THA)                                  |  |  |  |
| Classe 6                   | Ian Seidenfeld (USA)                      | Peter Rosenmeier (DEN)                                 | Paul Karabardak (GBR)                                    |  |  |  |
| Classe 7                   | Yan Shuo (CHN)                            | William Bayley (GBR)                                   | Liao Keli (CHN)                                          |  |  |  |
| Classe 7                   | Yan Shuo (CHN)                            | William Bayley (GBR)                                   | Yan Shuo (CHN)                                           |  |  |  |
| Classe 8                   | Zhao Shuai (CHN)                          | Viktor Didoukh (UKR)                                   | Maksym Nikolenko (UKR)                                   |  |  |  |
| Classe 8                   | Zhao Shuai (CHN)                          | Viktor Didoukh (UKR)                                   | Peng Weinan (CHN)                                        |  |  |  |
| Classe 9                   | Laurens Devos (BEL)                       | Ma Lin (AUS)                                           | Ivan Mai (UKR)                                           |  |  |  |
| Classe 9                   | Laurens Devos (BEL)                       | Ma Lin (AUS)                                           | Iurii Nozdrunov (RPC)                                    |  |  |  |
| Classe 10                  | Patryk Chojnowski (POL)                   | Matéo Bohéas (FRA)                                     | David Jacobs (INA)                                       |  |  |  |
| Classe 10                  | Patryk Chojnowski (POL)                   | Matéo Bohéas (FRA)                                     | Filip Radovic (MNE)                                      |  |  |  |
| Par équipes - classes 6-7  | Chine Liao Keli Yan Shuo Chen Chao        | Grande-Bretagne William Bayley Paul Karabardak         | Allemagne Thomas Rau Björn Schnake                       |  |  |  |
| Par équipes - classes 6-7  | Chine Liao Keli Yan Shuo Chen Chao        | Grande-Bretagne William Bayley Paul Karabardak         | Espagne Jordi Morales Álvaro Valera                      |  |  |  |
| Par équipes - classe 8     | Chine Zhao Shuai Peng Weinan Ye Chaoqunk  | Ukraine Viktor Didoukh Maksym Nikolenko                | France Thomas Bouvais Clément Berthier                   |  |  |  |
| Par équipes - classe 8     | Chine Zhao Shuai Peng Weinan Ye Chaoqunk  | Ukraine Viktor Didoukh Maksym Nikolenko                | Grande-Bretagne Ross Wilson Aaron McKibbin               |  |  |  |
| Par équipes - classes 9-10 | Chine Lian Hao Zhao Yi Qing               | Australie Ma Lin Joel Coughlan Nathan Pellissier       | Ukraine Ivan Mai Lev Kats                                |  |  |  |
| Par équipes - classes 9-10 | Chine Lian Hao Zhao Yi Qing               | Australie Ma Lin Joel Coughlan Nathan Pellissier       | Nigeria Tajudeen Agunbiade Alabi Olufemi                 |  |  |  |
|                            |                                           |                                                        |                                                          |  |  |  |
| Classe 11                  | Peter Palos (HUN)                         | Samuel Philip von Einem (AUS)                          | Florian van Acker (BEL)                                  |  |  |  |
| Classe 11                  | Peter Palos (HUN)                         | Samuel Philip von Einem (AUS)                          | Lucas Créange (FRA)                                      |  |  |  |
| Femmes                     |                                           |                                                        |                                                          |  |  |  |
| Classe 1-2                 | Liu Jing (CHN)                            | Seo Su-yeon (KOR)                                      | Nadezhda Pushpasheva (RPC)                               |  |  |  |
| Classe 1-2                 | Liu Jing (CHN)                            | Seo Su-yeon (KOR)                                      | Cátia Oliveira (BRA)                                     |  |  |  |
| Classe 3                   | Xue Juan (CHN)                            | Alena Kánová (SVK)                                     | Yoon Ji-yu (KOR)                                         |  |  |  |
| Classe 3                   | Xue Juan (CHN)                            | Alena Kánová (SVK)                                     | Lee Mi-gyu (KOR)                                         |  |  |  |
| Classe 4                   | Zhou Ying (CHN)                           | Bhavina Patel (IND)                                    | Zhang Miao (CHN)                                         |  |  |  |
| Classe 4                   | Zhou Ying (CHN)                           | Bhavina Patel (IND)                                    | Gu Xiaodan (CHN)                                         |  |  |  |
| Classe 5                   | Zhang Bian (CHN)                          | Pan Jiamin (CHN)                                       | Khetam Abu Awad (JOR)                                    |  |  |  |
| Classe 5                   | Zhang Bian (CHN)                          | Pan Jiamin (CHN)                                       | Jung Young-a (KOR)                                       |  |  |  |
| Par équipes - classes 1-3  | Chine Xue Juan Li Qian Liu Jing           | Corée du Sud Yoon Ji-yu Lee Mi-gyu Seo Su-yeon         | Italie Michela Brunelli Giada Rossi                      |  |  |  |
| Par équipes - classes 1-3  | Chine Xue Juan Li Qian Liu Jing           | Corée du Sud Yoon Ji-yu Lee Mi-gyu Seo Su-yeon         | Croatie Anđela Mužinić Helena Dretar Karić               |  |  |  |
| Par équipes - classes 4-5  | Chine Zhou Ying Zhang Miao Zhang Bian     | Suède Anna-Carin Ahlquist Ingela Lundbäck              | Grande-Bretagne Megan Shackleton Sue Bailey              |  |  |  |
| Par équipes - classes 4-5  | Chine Zhou Ying Zhang Miao Zhang Bian     | Suède Anna-Carin Ahlquist Ingela Lundbäck              | Serbie Borislava Perić Nada Matić                        |  |  |  |
|                            |                                           |                                                        |                                                          |  |  |  |
| Classe 6                   | Maryna Lytovchenko (UKR)                  | Maliak Alieva (RPC)                                    | Stephanie Grebe (GER)                                    |  |  |  |
| Classe 6                   | Maryna Lytovchenko (UKR)                  | Maliak Alieva (RPC)                                    | Raïssa Tchebanika (RPC)                                  |  |  |  |
| Classe 7                   | Kelly van Zon (NED)                       | Viktoriia Safonova (RPC)                               | Kübra Korkut (TUR)                                       |  |  |  |
| Classe 7                   | Kelly van Zon (NED)                       | Viktoriia Safonova (RPC)                               | Anne Barnéoud (FRA)                                      |  |  |  |
| Classe 8                   | Mao Jingdian (CHN)                        | Huang Wenjuan (CHN)                                    | Thu Kamkasomphou (FRA)                                   |  |  |  |
| Classe 8                   | Mao Jingdian (CHN)                        | Huang Wenjuan (CHN)                                    | Aida Dahlen (NOR)                                        |  |  |  |
| Classe 9                   | Lei Lina (AUS)                            | Xiong Guiyan (CHN)                                     | Alexa Szvitacs (HUN)                                     |  |  |  |
| Classe 9                   | Lei Lina (AUS)                            | Xiong Guiyan (CHN)                                     | Karolina Pęk (POL)                                       |  |  |  |
| Classe 10                  | Yang Qian (AUS)                           | Bruna Costa Alexandre (BRA)                            | Tian Shiau-wen (TPE)                                     |  |  |  |
| Classe 10                  | Yang Qian (AUS)                           | Bruna Costa Alexandre (BRA)                            | Natalia Partyka (POL)                                    |  |  |  |
| Par équipes - classes 6-8  | Chine Mao Jingdian Huang Wenjuan Wang Rui | Pays-Bas Frederique van Hoof Kelly van Zon             | France Anne Barnéoud Thu Kamkasomphou                    |  |  |  |
| Par équipes - classes 6-8  | Chine Mao Jingdian Huang Wenjuan Wang Rui | Pays-Bas Frederique van Hoof Kelly van Zon             | RPC Viktoriia Safonova Maliak Alieva                     |  |  |  |
| Par équipes - classes 9-10 | Pologne Natalia Partyka Karolina Pęk      | Australie Yang Qian Melissa Tapper Lei Lina            | Brésil Bruna Costa Alexandre Danielle Rauen              |  |  |  |
| Par équipes - classes 9-10 | Pologne Natalia Partyka Karolina Pęk      | Australie Yang Qian Melissa Tapper Lei Lina            | Chine Zhao Xiaojing Xiong Guiyan                         |  |  |  |
|                            |                                           |                                                        |                                                          |  |  |  |
| Classe 11                  | Ielena Prokofieva (RPC)                   | Léa Ferney (FRA)                                       | Maki Ito (JPN)                                           |  |  |  |
| Classe 11                  | Ielena Prokofieva (RPC)                   | Léa Ferney (FRA)                                       | Wong Ting Ting (HKG)                                     |  |  |  |

## Tir
| Hommes                                  |                               |                             |                                      |  |  |  |
| Pistolet à 10 m air comprimé SH1        | Yang Chao (CHN)               | Huang Xing (CHN)            | Singhraj Adhana (IND)                |  |  |  |
|                                         |                               |                             |                                      |  |  |  |
| Carabine à 10 m air comprimé debout SH1 | Dong Chao (CHN)               | Andrii Doroshenko (UKR)     | Park Jin-ho (KOR)                    |  |  |  |
| Carabine à 50 m 3 positions SH1         | Abdulla Sultan Alaryani (UAE) | Laslo Šuranji (SRB)         | Shim Young-jip (KOR)                 |  |  |  |
| Femmes                                  |                               |                             |                                      |  |  |  |
| Pistolet à 10 m air comprimé SH1        | Sareh Javanmardi (IRI)        | Ayşegül Pehlivanlar (TUR)   | Krisztina Dávid (HUN)                |  |  |  |
|                                         |                               |                             |                                      |  |  |  |
| Carabine à 10 m air comprimé debout SH1 | Avani Lekhara (IND)           | Zhang Cuiping (CHN)         | Iryna Shchetnik (UKR)                |  |  |  |
| Carabine à 50 m 3 positions SH1         | Zhang Cuiping (CHN)           | Natascha Hiltrop (GER)      | Avani Lekhara (IND)                  |  |  |  |
| Mixte                                   |                               |                             |                                      |  |  |  |
| Pistolet à 25 m SH1                     | Huang Xing (CHN)              | Szymon Sowiński (POL)       | Oleksii Denysiuk (UKR)               |  |  |  |
| Pistolet à 50 m SH1                     | Manish Narwal (IND)           | Singhraj (IND)              | Sergey Malyshev (RPC)                |  |  |  |
|                                         |                               |                             |                                      |  |  |  |
| Carabine à 10 m air comprimé couché SH1 | Natascha Hiltrop (GER)        | Park Jin-ho (KOR)           | Iryna Shchetnik (UKR)                |  |  |  |
| Carabine à 10 m air comprimé couché SH2 | Dragan Ristić (SRB)           | Vasyl Kovalchuk (UKR)       | Franček Gorazd Tiršek (SLO)          |  |  |  |
| Carabine à 10 m air comprimé debout SH2 | Philip Jönsson (SWE)          | Franček Gorazd Tiršek (SLO) | Andrea Liverani (ITA)                |  |  |  |
| Carabine à 50 m couché SH1              | Veronika Vadovičová (SVK)     | Anna Normann (SWE)          | Juan Antonio Saavedra Reinaldo (ESP) |  |  |  |
| Carabine à 50 m couché SH2              | Dragan Ristic (SRB)           | Zdravko Savanovic (SRB)     | Vasyl Kovalchuk (UKR)                |  |  |  |

## Tir à l'arc
| Épreuve               | Or                                                           | Argent                                              | Bronze                                                       |
| --------------------- | ------------------------------------------------------------ | --------------------------------------------------- | ------------------------------------------------------------ |
| Hommes                |                                                              |                                                     |                                                              |
| Libre - Arc à poulies | He Zihao (CHN)                                               | Ramezan Biabani (IRI)                               | Ai Xinliang (CHN)                                            |
| Libre - Arc classique | Kevin Mather (USA)                                           | Zhao Lixue (CHN)                                    | Harvinder Singh (IND)                                        |
| W1                    | David Drahonínský (CZE)                                      | Nihat Türkmenoğlu (TUR)                             | Bahattin Hekimoğlu (TUR)                                     |
| Femmes                |                                                              |                                                     |                                                              |
| Libre - Arc à poulies | Phoebe Paterson Pine (GBR)                                   | Mariana Zúñiga (CHI)                                | Maria Andrea Virgilio (ITA)                                  |
| Libre - Arc classique | Zahra Nemati (IRI)                                           | Vincenza Petrilli (ITA)                             | Wu Chunyan (CHN)                                             |
| W1                    | Chen Minyi (CHN)                                             | Šárka Musilová (CZE)                                | Victoria Rumary (GBR)                                        |
| Mixtes                |                                                              |                                                     |                                                              |
| Libre - Arc à poulies | Chine Lin Yueshan He Zihao                                   | Turquie Öznur Cüre Bülent Korkmaz                   | Comité paralympique russe Stepanida Artakhinova Bair Shagaev |
| Libre - Arc classique | Comité paralympique russe Margarita Sidorenko Kirill Smirnov | Italie Elisabetta Mijno Stefano Travisani           | Chine Wu Chunyan Zhao Lixue                                  |
| W1                    | Chine Chen Minyi Zhang Tianxin                               | République tchèque Šárka Musilová David Drahonínský | Comité paralympique russe Ielena Kroutova Aleksei Leonov     |

## Triathlon
| Épreuves | Or                                  | Argent                                                   | Bronze                                   |
| -------- | ----------------------------------- | -------------------------------------------------------- | ---------------------------------------- |
| Femmes   |                                     |                                                          |                                          |
| PTWC     | Kendall Gretsch                     | Lauren Parker                                            | Eva María Moral                          |
| PTS2     | Allysa Seely                        | Hailey Danz                                              | Veronica Yoko Plebani                    |
| PTS5     | Lauren Steadman                     | Grace Norman                                             | Claire Cashmore                          |
| PTVI     | Susana Rodríguez guide : Sara Loehr | Anna Barbaro guide : Charlotte Bonin                     | Annouck Curzillat guide : Céline Bousrez |
| Hommes   |                                     |                                                          |                                          |
| PTWC     | Jetze Plat                          | Florian Brungraber                                       | Giovanni Achenza                         |
| PTS4     | Alexis Hanquinquant                 | Hideki Uda                                               | Alejandro Sánchez Palomero               |
| PTS5     | Martin Schulz                       | George Peasgood                                          | Stefan Daniel                            |
| PTVI     | Brad Snyder guide : Greg Billington | Hector Catala Laparra guide : Gustavo Rodríguez Iglesias | Satoru Yoneoka guide : Kohei Tsubaki     |

## Volley-ball
| Épreuves         | Or | Argent | Bronze |
| ---------------- | --- | --- | --- |
| Tournoi masculin | Iran Mehrzad Mehravan Morteza Mehrzadselakjani Meisam Ali Pour Davoud Alipourian Morteza Ramezani Gerakoei Seyed Hosseini Jed Sadegh Bigdeli Majid Lashkarisanami Hossein Golestani Mohammad Nemati Ramezan Salehihajikolaei Mahdi Babadi | RPC Sergei Pozdeev Viktor Milenin Vladimir Pankratov Aleksei Volkov Evgenii Volosnikov Andrei Lavrinovich Aleksandr Baichik Anatolii Krupin Aleksandr Savichev Denis Shestakov Aleksandr Reznichenko Ilnar Zinnatullin | Belize Ismet Godinjak Adnan Manko Stevan Crnobrnja Asim Medic Mirzet Duran Nizam Cancar Dzevad Hamzic Jasmin Brkic Safet Alibasic Sabahudin Delalic Ermin Jusufovic |
| Tournoi féminin  | États-Unis Lora Webster Bethany Zummo Alexis Shifflett Kathryn Holloway Heather Erickson Monique Matthews Whitney Dosty Jillian Williams Emma Schieck Nichole Millage Kaleo Maclay Annie Flood                                            | Chine Tang Xuemei Lyu Hongqin Wang Li Hu Huizi Gong Bin Wang Yanan Gao Wenwen Zhang Xufei Xu Yixiao Zhang Lijun Qiu Junfei Zhao Meiling                                                                                | Brésil Ana Luisa Aparecida de Souza Soares Edwarda de Oliveira Dias Gizele Maria da Costa Dias Adria Jesus da Silva Pamela Pereira Nathalie Filomena de Lima Silva Luiza Guisso Fiorese Jani Freitas Batista Bruna Nascimento Lima Nurya de Almeida Silva Laiana Rodrigues Batista Camila Leiria de Castro |

## Athlètes les plus médaillés
Dans le tableau ci-dessous figurent les athlètes ayant obtenu au moins 3 médailles lors des Jeux paralympiques d'été de 2020 à Tokyo au Japon (classement par nombre de médailles d'or, d'argent puis de bronze).
| Athlète                           | Catégorie | Sport | Médaille d'or, Jeux paralympiques | Médaille d'argent, Jeux paralympiques | Médaille de bronze, Jeux paralympiques | Total |
| Maksym Krypak                     |           |       | 5                                 | 1                                     | 1                                      | 7     |
| Ihar Boki                         |           |       | 5                                 | 0                                     | 0                                      | 5     |
| Marcel Hug                        |           |       | 4                                 | 0                                     | 0                                      | 4     |
| Lu Dong                           |           |       | 4                                 | 0                                     | 0                                      | 4     |
| Zheng Tao                         |           |       | 4                                 | 0                                     | 0                                      | 4     |
| Jessica Long                      |           |       | 3                                 | 2                                     | 1                                      | 6     |
| Reece Dunn                        |           |       | 3                                 | 1                                     | 1                                      | 5     |
| Maria Carolina Gomes Santiago     |           |       | 3                                 | 1                                     | 1                                      | 5     |
| William Martin                    |           |       | 3                                 | 1                                     | 0                                      | 4     |
| Nick Mayhugh                      |           |       | 3                                 | 1                                     | 0                                      | 4     |
| Valeriia Chabalina                |           |       | 3                                 | 1                                     | 0                                      | 4     |
| Roman Zhdanov                     |           |       | 3                                 | 0                                     | 2                                      | 5     |
| Rogier Dorsman                    |           |       | 3                                 | 0                                     | 0                                      | 3     |
| Omara Durand                      |           |       | 3                                 | 0                                     | 0                                      | 3     |
| Andrei Kalina                     |           |       | 3                                 | 0                                     | 0                                      | 3     |
| Pongsakorn Paeyo                  |           |       | 3                                 | 0                                     | 0                                      | 3     |
| Lee Pearson                       |           |       | 3                                 | 0                                     | 0                                      | 3     |
| Jetze Plat                        |           |       | 3                                 | 0                                     | 0                                      | 3     |
| Roman Salei                       |           |       | 3                                 | 0                                     | 0                                      | 3     |
| Sarah Storey                      |           |       | 3                                 | 0                                     | 0                                      | 3     |
| Tan Shumei                        |           |       | 3                                 | 0                                     | 0                                      | 3     |
| Wen Xiaoyan                       |           |       | 3                                 | 0                                     | 0                                      | 3     |
| Andrii Trusov                     |           |       | 2                                 | 3                                     | 1                                      | 6     |
| Manuela Schaer                    |           |       | 2                                 | 3                                     | 0                                      | 5     |
| Carlotta Gilli                    |           |       | 2                                 | 2                                     | 1                                      | 5     |
| Yelyzaveta Mereshko               |           |       | 2                                 | 2                                     | 1                                      | 5     |
| Giulia Terzi                      |           |       | 2                                 | 2                                     | 1                                      | 5     |
| Chantalle Zijderveld              |           |       | 2                                 | 2                                     | 1                                      | 5     |
| Bethany Firth                     |           |       | 2                                 | 2                                     | 0                                      | 4     |
| Arjola Trimi                      |           |       | 2                                 | 2                                     | 0                                      | 4     |
| Aurélie Rivard                    |           |       | 2                                 | 1                                     | 2                                      | 5     |
| Jia Hongguang                     |           |       | 2                                 | 1                                     | 1                                      | 4     |
| Jiang Yuyan                       |           |       | 2                                 | 1                                     | 1                                      | 4     |
| Sophie Pascoe                     |           |       | 2                                 | 1                                     | 1                                      | 4     |
| Rong Jing                         |           |       | 2                                 | 1                                     | 1                                      | 4     |
| Francesco Bocciardo               |           |       | 2                                 | 1                                     | 0                                      | 3     |
| Rowan Crothers                    |           |       | 2                                 | 1                                     | 0                                      | 3     |
| Ami Omer Dadaon                   |           |       | 2                                 | 1                                     | 0                                      | 3     |
| Gabriel Geraldo Dos Santos Araujo |           |       | 2                                 | 1                                     | 0                                      | 3     |
| Katie-George Dunlevy              |           |       | 2                                 | 1                                     | 0                                      | 3     |
| Liu Cuiqing                       |           |       | 2                                 | 1                                     | 0                                      | 3     |
| Ma Jia                            |           |       | 2                                 | 1                                     | 0                                      | 3     |
| Andrei Nikolaev                   |           |       | 2                                 | 1                                     | 0                                      | 3     |
| Leani Ratri Oktila                |           |       | 2                                 | 1                                     | 0                                      | 3     |
| Ben Popham                        |           |       | 2                                 | 1                                     | 0                                      | 3     |
| Sun Gang                          |           |       | 2                                 | 1                                     | 0                                      | 3     |
| Lisbeli Marina Vera Andrade       |           |       | 2                                 | 1                                     | 0                                      | 3     |
| Sanne Voets                       |           |       | 2                                 | 1                                     | 0                                      | 3     |
| Mallory Weggemann                 |           |       | 2                                 | 1                                     | 0                                      | 3     |
| Zhang Li                          |           |       | 2                                 | 1                                     | 0                                      | 3     |
| Bian Jing                         |           |       | 2                                 | 0                                     | 1                                      | 3     |
| Madison de Rozario                |           |       | 2                                 | 0                                     | 1                                      | 3     |
| Mark Malyar                       |           |       | 2                                 | 0                                     | 1                                      | 3     |
| Roxanne Trunnell                  |           |       | 2                                 | 0                                     | 1                                      | 3     |
| Marlene van Gansewinkel           |           |       | 2                                 | 0                                     | 1                                      | 3     |
| Jaco Van Gass                     |           |       | 2                                 | 0                                     | 1                                      | 3     |
| Zhou Zhaoqian                     |           |       | 2                                 | 0                                     | 1                                      | 3     |
| Stefano Raimondi                  |           |       | 1                                 | 4                                     | 2                                      | 7     |
| Antonio Fantin                    |           |       | 1                                 | 3                                     | 1                                      | 5     |
| Takayuki Suzuki                   |           |       | 1                                 | 2                                     | 2                                      | 5     |
| Wang Lichao                       |           |       | 1                                 | 2                                     | 2                                      | 5     |
| Gabriel Bandeira                  |           |       | 1                                 | 2                                     | 1                                      | 4     |
| Simone Barlaam                    |           |       | 1                                 | 2                                     | 1                                      | 4     |
| Nelson Crispin                    |           |       | 1                                 | 2                                     | 1                                      | 4     |
| Darya Stukalova                   |           |       | 1                                 | 2                                     | 1                                      | 4     |
| Alberto Abarza                    |           |       | 1                                 | 2                                     | 0                                      | 3     |
| Natasha Baker                     |           |       | 1                                 | 2                                     | 0                                      | 3     |
| Hu Daoliang                       |           |       | 1                                 | 2                                     | 0                                      | 3     |
| Viktoriia Ishchiulova             |           |       | 1                                 | 2                                     | 0                                      | 3     |
| Zsófia Konkoly                    |           |       | 1                                 | 2                                     | 0                                      | 3     |
| Noah Malone                       |           |       | 1                                 | 2                                     | 0                                      | 3     |
| Raymond Martin                    |           |       | 1                                 | 2                                     | 0                                      | 3     |
| Brittni Mason                     |           |       | 1                                 | 2                                     | 0                                      | 3     |
| Luca Mazzone                      |           |       | 1                                 | 2                                     | 0                                      | 3     |
| Bianka Pap                        |           |       | 1                                 | 2                                     | 0                                      | 3     |
| Andrei Vdovin                     |           |       | 1                                 | 2                                     | 0                                      | 3     |
| Zhou Yanfei                       |           |       | 1                                 | 2                                     | 0                                      | 3     |
| Cai Liwen                         |           |       | 1                                 | 1                                     | 2                                      | 4     |
| Alexandre Léauté                  |           |       | 1                                 | 1                                     | 2                                      | 4     |
| Xenia Francesca Palazzo           |           |       | 1                                 | 1                                     | 2                                      | 4     |
| Carlos Serrano Zarate             |           |       | 1                                 | 1                                     | 2                                      | 4     |
| Wendell Belarmino Pereira         |           |       | 1                                 | 1                                     | 1                                      | 3     |
| Marta Fernández Infante           |           |       | 1                                 | 1                                     | 1                                      | 3     |
| Piers Gilliver                    |           |       | 1                                 | 1                                     | 1                                      | 3     |
| Ben Hance                         |           |       | 1                                 | 1                                     | 1                                      | 3     |
| Jiang Fenfen                      |           |       | 1                                 | 1                                     | 1                                      | 3     |
| Florian Jouanny                   |           |       | 1                                 | 1                                     | 1                                      | 3     |
| Li Guizhi                         |           |       | 1                                 | 1                                     | 1                                      | 3     |
| Li Zhangyu                        |           |       | 1                                 | 1                                     | 1                                      | 3     |
| Diego Lopez Diaz                  |           |       | 1                                 | 1                                     | 1                                      | 3     |
| Elizabeth Marks                   |           |       | 1                                 | 1                                     | 1                                      | 3     |
| Tatyana McFadden                  |           |       | 1                                 | 1                                     | 1                                      | 3     |
| Jozef Metelka                     |           |       | 1                                 | 1                                     | 1                                      | 3     |
| Denys Ostapchenko                 |           |       | 1                                 | 1                                     | 1                                      | 3     |
| Yuan Weiyi                        |           |       | 1                                 | 1                                     | 1                                      | 3     |
| Jessica-Jane Applegate            |           |       | 1                                 | 0                                     | 2                                      | 3     |
| Denys Dubrov                      |           |       | 1                                 | 0                                     | 2                                      | 3     |
| Talisson Glock                    |           |       | 1                                 | 0                                     | 2                                      | 3     |
| Paige Greco                       |           |       | 1                                 | 0                                     | 2                                      | 3     |
| Jesus Hernandez Hernandez         |           |       | 1                                 | 0                                     | 2                                      | 3     |
| Brent Lakatos                     |           |       | 0                                 | 4                                     | 0                                      | 4     |
| Oxana Boturchuk                   |           |       | 0                                 | 3                                     | 0                                      | 3     |
| Crystal Lane-wright               |           |       | 0                                 | 3                                     | 0                                      | 3     |
| Loïc Vergnaud                     |           |       | 0                                 | 3                                     | 0                                      | 3     |
| Luigi Beggiato                    |           |       | 0                                 | 2                                     | 1                                      | 3     |
| Jaryd Clifford                    |           |       | 0                                 | 2                                     | 1                                      | 3     |
| Yehor Dementyev                   |           |       | 0                                 | 2                                     | 1                                      | 3     |
| Timothy Hodge                     |           |       | 0                                 | 2                                     | 1                                      | 3     |
| Frank Hosmar                      |           |       | 0                                 | 2                                     | 1                                      | 3     |
| Uchu Tomita                       |           |       | 0                                 | 2                                     | 1                                      | 3     |
| Zhou Hongzhuan                    |           |       | 0                                 | 2                                     | 1                                      | 3     |
| Dimitri Coutya                    |           |       | 0                                 | 1                                     | 3                                      | 4     |
| Lisa Kruger                       |           |       | 0                                 | 1                                     | 3                                      | 4     |
| Stephen Clegg                     |           |       | 0                                 | 1                                     | 2                                      | 3     |
| Tian Jianquan                     |           |       | 0                                 | 1                                     | 2                                      | 3     |
| Maksym Veraksa                    |           |       | 0                                 | 1                                     | 2                                      | 3     |
| Monica Boggioni                   |           |       | 0                                 | 0                                     | 3                                      | 3     |
| Vladimir Danilenko                |           |       | 0                                 | 0                                     | 3                                      | 3     |
| Daniel Dias                       |           |       | 0                                 | 0                                     | 3                                      | 3     |
| Verena Schott                     |           |       | 0                                 | 0                                     | 3                                      | 3     |